# Vlastivědné muzeum v Hlohovci
Vlastivědné muzeum v Hlohovci je muzeum, které bylo založené v roce 1959. Ve svých prostorách spravuje sbírky společenských a přírodních věd, především v oborech historie, archeologie, etnologie, zoologie a botaniky. Nejpočetnější jsou sbírky z oboru entomologie.
Muzeum dnes sídlí v památkově chráněném objektu františkánského kláštera, který dal v roce 1492 postavit Vavřinec Ujlaki. Jde o dvoupodlažní budovu s rajským dvorem. Některé expozice jsou i v „Robotníckom“ domě, ve výstavní síni v Rázusově ulici č. 6, kde jsou instalovány výstavy muzejního, ale převážně galerijního charakteru.
Muzeum v Hlohovci dokumentuje společenský a přírodní vývoj v regionu Pováží mezi severní částí Malých Karpat a jižní částí Povážského Inovce. Jeho specializací je entomologie. Má ze všech západoslovenských muzeí největší sbírku hmyzu, zejména brouků a motýlů.
Muzeum poskytuje lektorské služby, odborné výklady k výstavám, promítání videofilmů a prodej pohlednic, drobné grafiky, katalogů a bulletinů.

## Stálé expozice
- Expozice archeologie byla otevřena v roce 1980. Obsahuje exponáty, které jsou výsledkem archeologických výzkumů v Hlohovci a okolí. Člení se na celky podle jednotlivých archeologických období. Nejvzácnějším exponátem je drobná plastika Jupitera Dolichena z římského období, vyrytá a plátovaná mědí a stříbrem.
- Expozice historického nábytku v refektáři kláštera tvoří součást společenskovědní expozice od roku 1982. V rámci expozice stylového nábytku se zde představují základní typy nábytkového zařízení z 18 až 19. století. K nejcennějším exponátům patří intarzovaná skříň z druhé poloviny 18. století.
- Expozice keramiky se člení na dvě části. První zachycuje vývoj keramiky od neolitu až po 20. století. Druhá zachycuje vývoj lidové keramiky tzv. majoliky a „hrnčiny“. Expozice vznikla v roce 1983.
- Expozice Ženský lidový oděv z roku 1983 prezentuje základní ženské oděvní součásti a oděvní komplety.
- Expozice historického portrétu a grafiky vznikla v roce 1983. V naznačeném měšťanském interiéru z 18. a 19. století je instalována sbírka obrazů z hlohovského zámku. Nejcennější jsou portréty příslušníků rodiny Erdődyů.
- Expozice Přírodní poměry Hlohovce a okolí vznikla v roce 1971 a prezentuje přírodní bohatství okolí Hlohovce, charakteristických zástupců ptáků a savců uspořádaných podle prostředí, ve kterém žijí. Část exponátů je instalována v dioramách.